# Château d'Irandegan
Le Château de Irandegan est un château de la ville de Sistan-et-Baloutchistan, en Iran, construit par la Dynastie Kadjar,,.